# Washington Whips
Gli Washington Whips furono un club calcistico statunitense di Washington, D.C. nato nel 1967 e cessato alla fine del 1968 dopo aver disputato la stagione d'esordio della North American Soccer League.

## Storia
La squadra disputò l'unica edizione del campionato dell'USA-United Soccer Association (in pratica la NASL con un diverso nome, ma che conservava il diritto a fregiarsi del campionato di Prima Divisione su riconoscimento della FIFA) nel 1967: quell'edizione della Lega fu disputata utilizzando squadre europee e sudamericane in rappresentanza di quelle della USA, che non avevano avuto tempo di riorganizzarsi dopo la scissione che aveva dato vita al campionato concorrente della National Professional Soccer League I; la squadra della Capitale fu rappresentata dagli scozzesi dell'Aberdeen e si comportò molto bene, vincendo la sua divisione e arrivando alla finale per il titolo, persa contro i Los Angeles Wolves (a loro volta rappresentati dagli inglesi del Wolverhampton).
Nel 1968 la squadra disputò il campionato della NASL e arrivò seconda nella sua divisione, cosa questa che non le permise tuttavia di giungere ai playoff, riservati solo alle prime classificate. A dispetto di un'affluenza tutto sommato accettabile (7.300 spettatori di media nel biennio) la franchigia fu sciolta. La squadra che prese il posto degli Whips fu il Washington Darts nella stagione 1970.